# Alain Caron (hockeista su ghiaccio)
Joseph Paul Luc Alain Caron (Dolbeau, 27 aprile 1938 – Chicoutimi, 18 dicembre 1986) è stato un hockeista su ghiaccio canadese.

## Carriera
Alain Caron esordì nel mondo dell'hockey in una formazione giovanile di Dolbeau, sua città natale. Nei primi sei anni di professionismo militò soprattutto nelle leghe minori canadesi, arrivando al massimo in American Hockey League disputando 48 incontri con la maglia dei Quebec Aces.
Negli anni successivi giocò con i St. Louis Braves, farm team dei Chicago Blackhawks iscritto alla neonata Central Hockey League, vincendo nella stagione 1963-94 il titolo di capocannoniere con 125 punti in 71 partite di stagione regolare. Seguirono due anni con i Buffalo Bisons in AHL e i Portland Buckaroos in Western Hockey League.
Nell'estate del 1967 durante l'NHL Expansion Draft Caron fu scelto dagli Oakland Seals, una delle sei nuove franchigie iscritte alla National Hockey League. Dal 1968 fino al 1970 fece parte dell'organizzazione dei Montreal Canadiens, squadra con cui disputò due incontri in NHL.
Nelle stagioni successive Caron cambiò molte volte maglia trasferendosi in diverse leghe nordamericane come AHL, CHL e WHL. Nel 1972 si trasferì nella World Hockey Association presso i Quebec Nordiques. In due stagioni e mezza ottenne 118 punti in 148 incontri disputati. Concluse la carriera dopo una stagione di successo in NAHL a causa di seri problemi cardiaci. Dieci anni più tardi nel 1986 morì nella propria abitazione dopo un altro infarto.

## Palmarès

### Individuale
- EPHL First All-Star Team: 1

1962-1963
- CPHL First All-Star Team: 1

1963-1964
- Capocannoniere della CPHL: 1

1963-1964 (125 punti)
- NAHL Second All-Star Team: 1

1975-1976